# 500 miles d'Indianapolis 2008

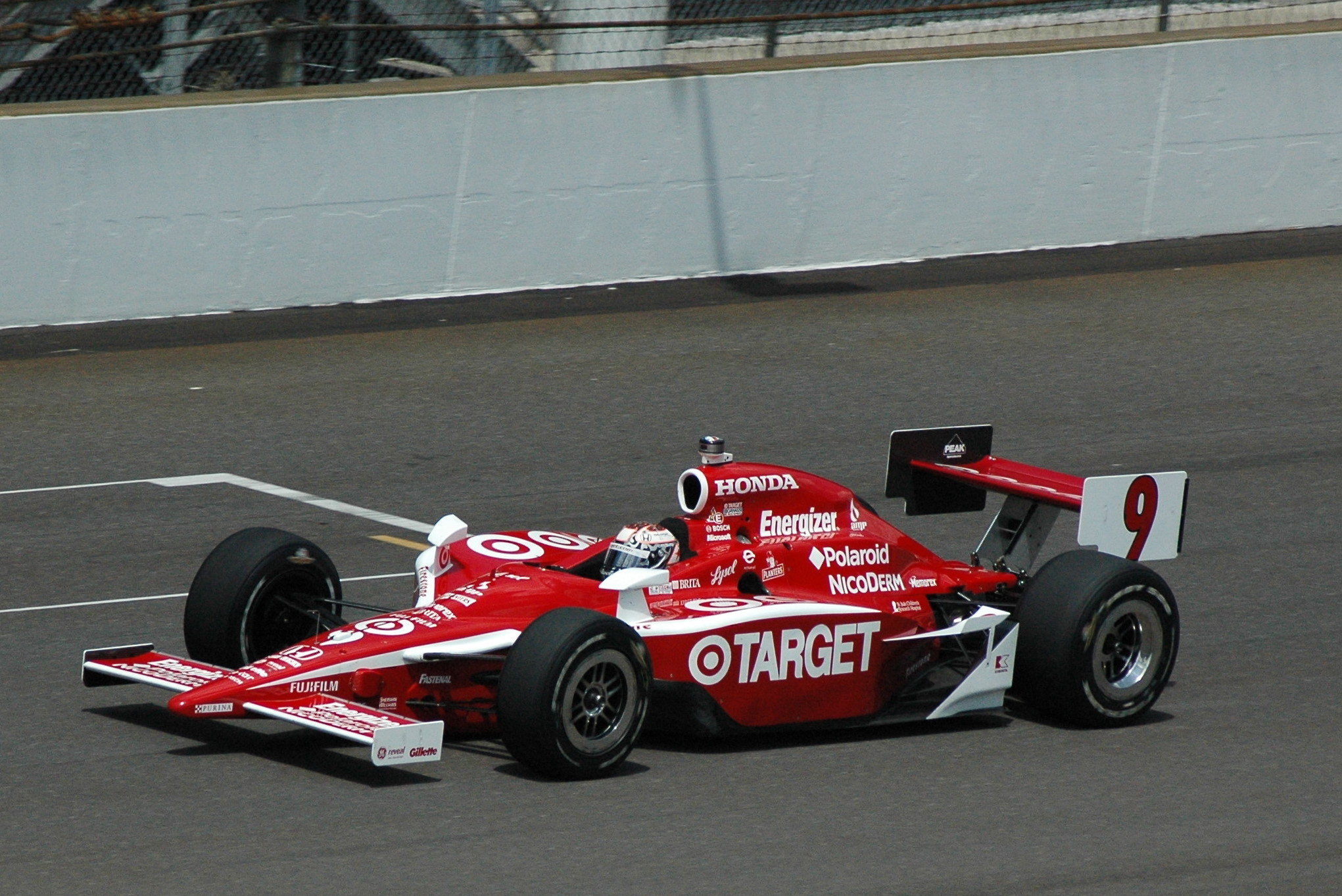
Scott Dixon, lors des essais

Les 500 miles d'Indianapolis 2008, disputés le dimanche 25 mai 2008 sur l'Indianapolis Motor Speedway, ont été remportées par le pilote néo-zélandais Scott Dixon sur une Dallara-Honda du Chip Ganassi Racing.

## Grille de départ
| Ligne | Intérieur         | Milieu           | Extérieur         |
| 1     | Scott Dixon       | Dan Wheldon      | Ryan Briscoe      |
| 2     | Hélio Castroneves | Danica Patrick   | Tony Kanaan       |
| 3     | Marco Andretti    | Vitor Meira      | Hideki Mutoh      |
| 4     | Ed Carpenter      | Tomas Scheckter  | Townsend Bell     |
| 5     | Graham Rahal      | Darren Manning   | Bruno Junqueira   |
| 6     | Justin Wilson     | Buddy Rice       | Davey Hamilton    |
| 7     | Alex Lloyd        | Ryan Hunter-Reay | John Andretti     |
| 8     | Sarah Fisher      | Will Power       | Jeff Simmons (en) |
| 9     | Oriol Servia      | Ernesto Viso     | Milka Duno        |
| 10    | Mario Moraes      | Enrique Bernoldi | Jaime Camara      |
| 11    | A. J. Foyt IV     | Buddy Lazier     | Marty Roth        |

La pole a été réalisée par Scott Dixon avec une moyenne de 364,301 km/h sur quatre tours. Il s'agit également du meilleur temps des qualifications.
- Pole day (places 1 à 11) le 10 mai 2008
- 2e jour de qualification, prévu le 11 mai 2008, annulé en raison de la pluie
- 3e jour de qualification (places 12 à 33) le 17 mai 2008
- Bump day le 18 mai 2007

### Bump day
À l'issue de la troisième journée de qualifications, la dernière ligne de la grille de départ se composait de Roger Yasukawa, Buddy Lazier et Marty Roth. Lors du bump day, A. J. Foyt IV éjectait Roth, qui reprenait la piste pour éjecter Lazier, tandis que Mario Dominguez éjectait ensuite Yasukawa. Enfin, à quelques minutes de la fin de la séance, Lazier récupérait sa place sur la grille au détriment de Dominguez.

## Classement final

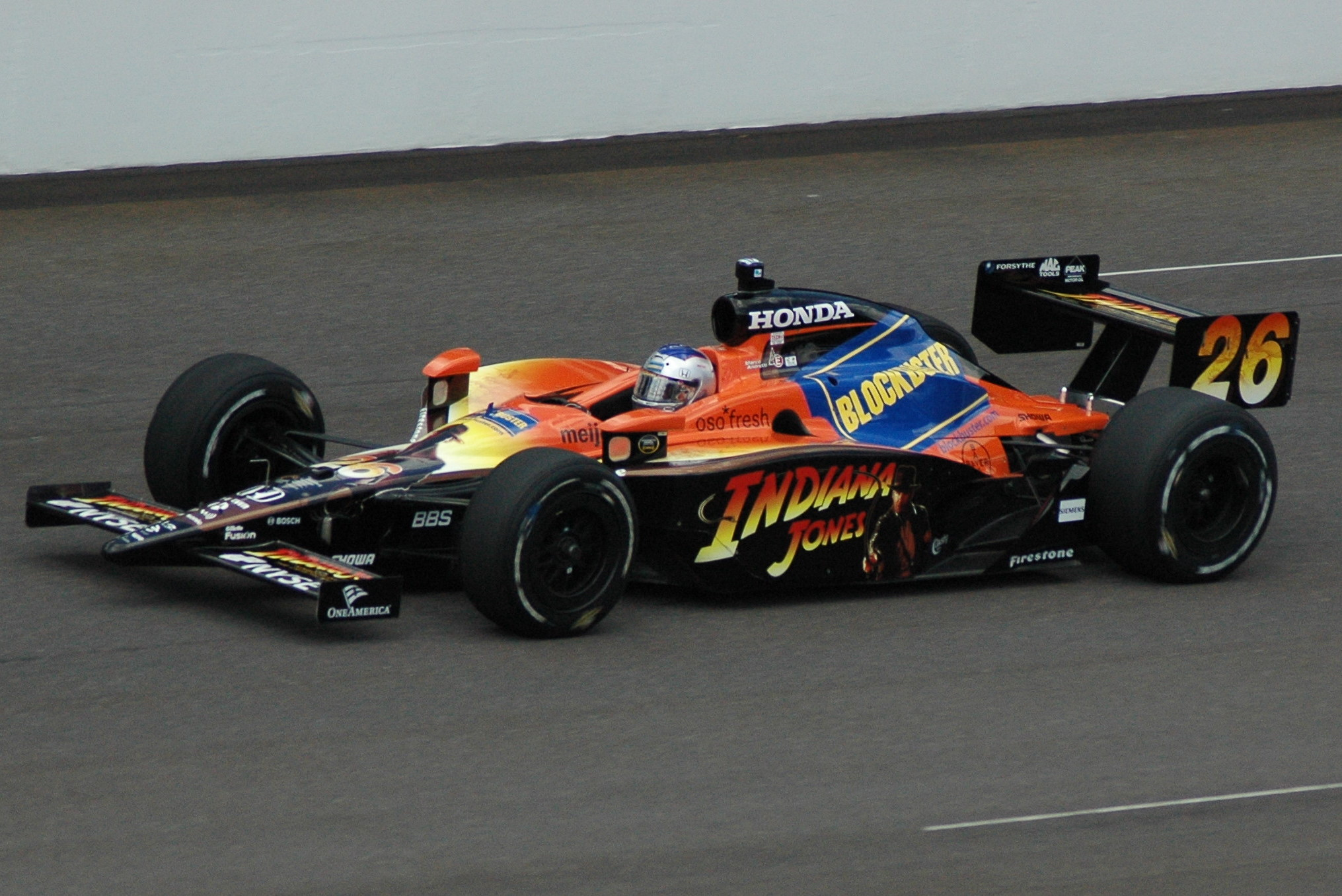
Marco Andretti, arrivé 3e sur sa Dallara aux couleurs d'Indiana Jones.
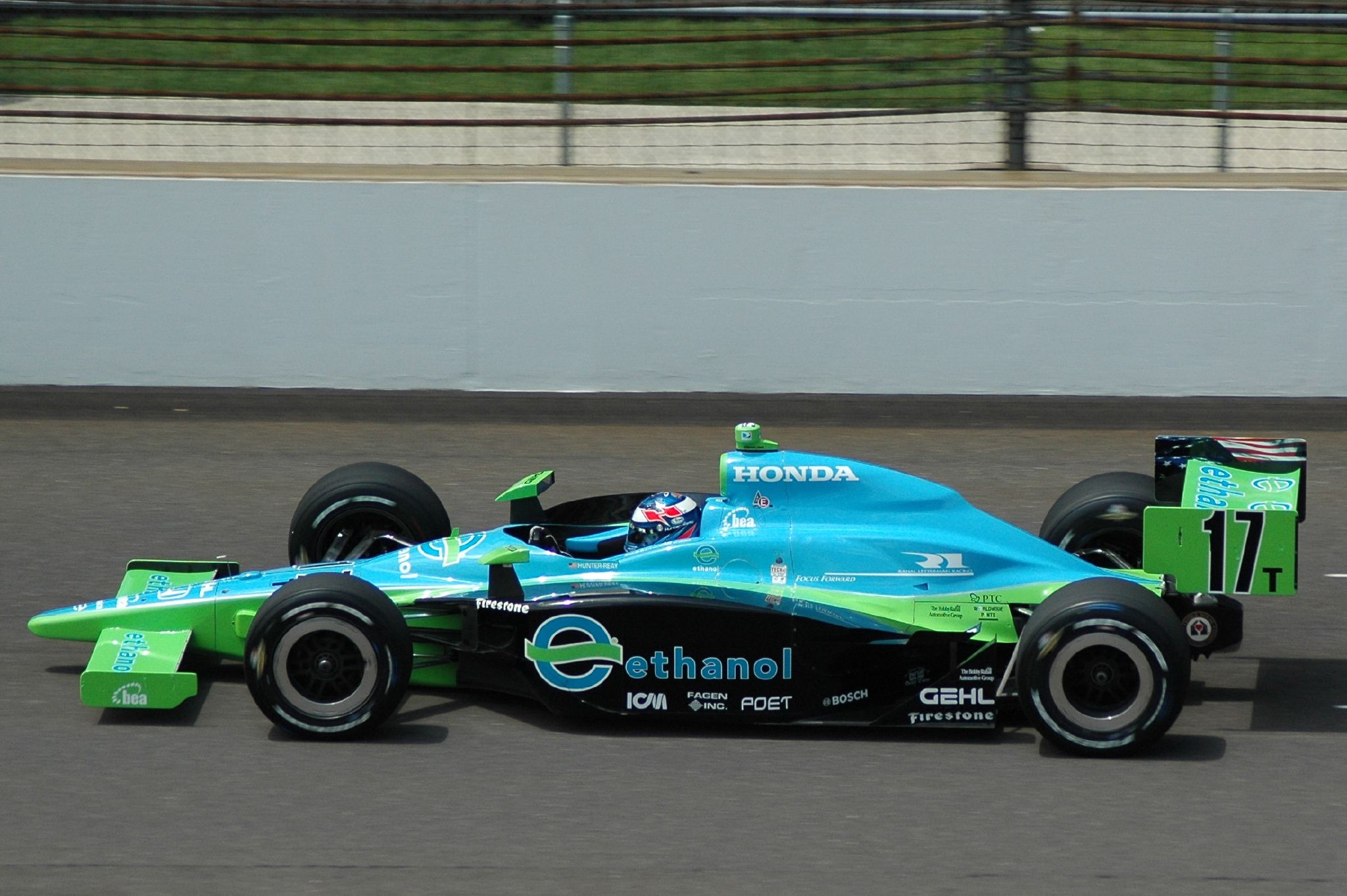
Ryan Hunter-Reay, rookie of the year de l'édition 2008.
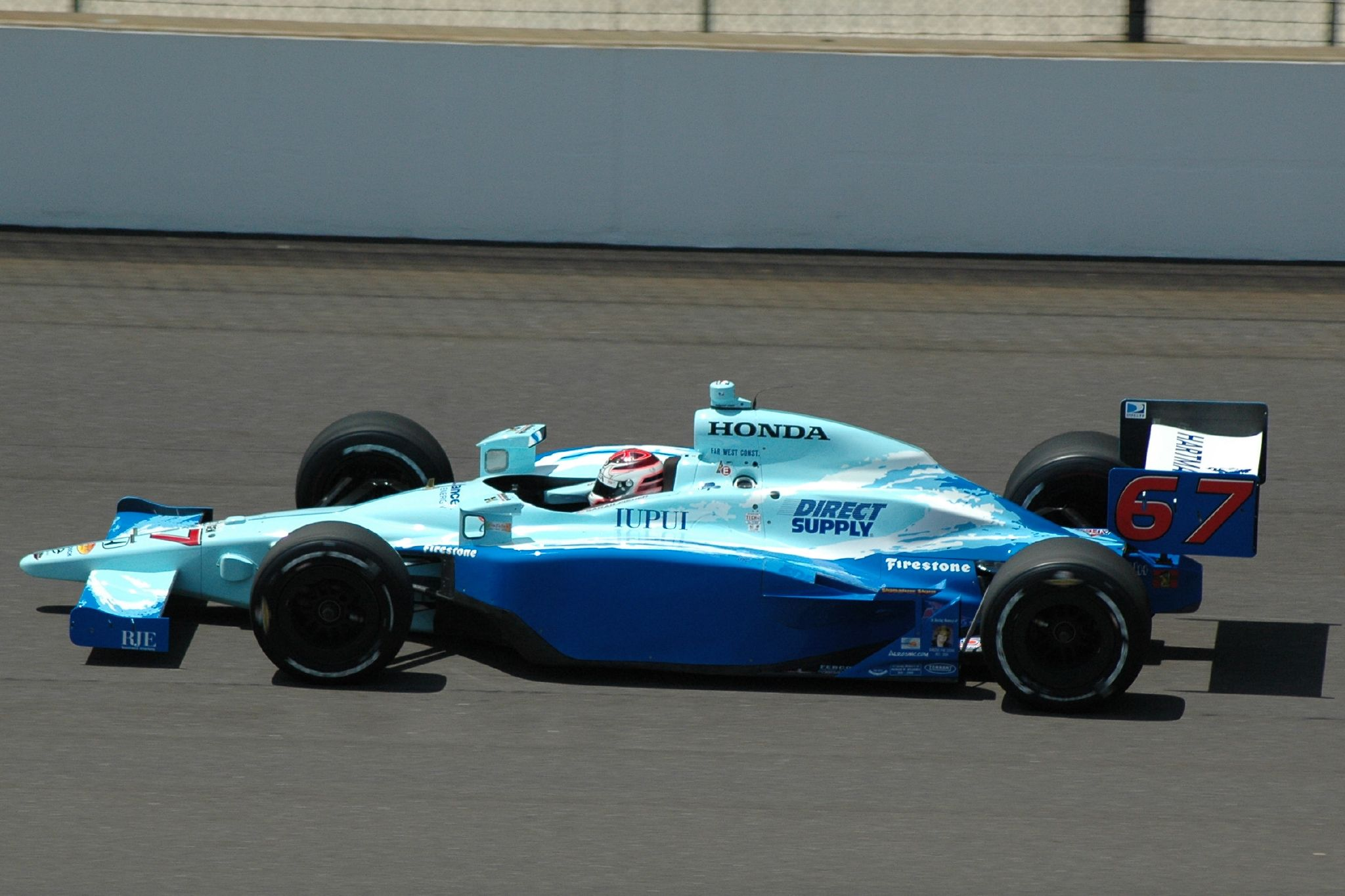
Sarah Fisher, l'une des trois femmes au départ.

| no | Pilote               | Voiture       | Équipe                              | Tours | Temps/Abandon        |
| 1  | Scott Dixon          | Dallara-Honda | Chip Ganassi Racing                 | 200   | 3 h 28 min 57 s 6792 |
| 2  | Vitor Meira          | Dallara-Honda | Panther Racing                      | 200   |                      |
| 3  | Marco Andretti       | Dallara-Honda | Andretti Green Racing               | 200   |                      |
| 4  | Hélio Castroneves    | Dallara-Honda | Team Penske                         | 200   |                      |
| 5  | Ed Carpenter         | Dallara-Honda | Vision Racing                       | 200   |                      |
| 6  | Ryan Hunter-Reay (R) | Dallara-Honda | Rahal Letterman Racing              | 200   |                      |
| 7  | Hideki Mutoh (R)     | Dallara-Honda | Andretti Green Racing               | 200   |                      |
| 8  | Buddy Rice           | Dallara-Honda | Dreyer & Reinbold Racing            | 200   |                      |
| 9  | Darren Manning       | Dallara-Honda | A. J. Foyt Enterprises              | 200   |                      |
| 10 | Townsend Bell        | Dallara-Honda | Dreyer & Reinbold Racing            | 200   |                      |
| 11 | Oriol Servia (R)     | Dallara-Honda | KV Racing                           | 200   |                      |
| 12 | Dan Wheldon          | Dallara-Honda | Chip Ganassi Racing                 | 200   |                      |
| 13 | Will Power (R)       | Dallara-Honda | KV Racing                           | 200   |                      |
| 14 | Davey Hamilton       | Dallara-Honda | Vision Racing                       | 200   |                      |
| 15 | Enrique Bernoldi (R) | Dallara-Honda | Conquest Racing                     | 200   |                      |
| 16 | John Andretti        | Dallara-Honda | Roth Racing                         | 199   |                      |
| 17 | Buddy Lazier         | Dallara-Honda | Hemelgarn Racing                    | 195   |                      |
| 18 | Mario Moraes (R)     | Dallara-Honda | Dale Coyne Racing                   | 194   |                      |
| 19 | Milka Duno           | Dallara-Honda | Dreyer & Reinbold Racing            | 185   |                      |
| 20 | Bruno Junqueira      | Dallara-Honda | Dale Coyne Racing                   | 184   |                      |
| 21 | A. J. Foyt IV        | Dallara-Honda | Vision Racing                       | 180   |                      |
| 22 | Danica Patrick       | Dallara-Honda | Andretti Green Racing               | 171   | accident             |
| 23 | Ryan Briscoe         | Dallara-Honda | Team Penske                         | 171   | accident             |
| 24 | Tomas Scheckter      | Dallara-Honda | Luczo-Dragon Racing                 | 156   | transmission         |
| 25 | Alex Lloyd (R)       | Dallara-Honda | Rahal Letterman/Chip Ganassi Racing | 151   | accident             |
| 26 | Ernesto Viso (R)     | Dallara-Honda | HVM Racing                          | 139   | mécanique            |
| 27 | Justin Wilson (R)    | Dallara-Honda | Newman/Haas/Lanigan Racing          | 132   | accident             |
| 28 | Jeff Simmons (en)    | Dallara-Honda | A. J. Foyt Enterprises              | 112   | accident             |
| 29 | Tony Kanaan          | Dallara-Honda | Andretti Green Racing               | 105   | accident             |
| 30 | Sarah Fisher         | Dallara-Honda | Sarah Fisher Racing                 | 103   | accident             |
| 31 | Jaime Camara (R)     | Dallara-Honda | Conquest Racing                     | 79    | accident             |
| 32 | Marty Roth           | Dallara-Honda | Roth Racing                         | 59    | accident             |
| 33 | Graham Rahal (R)     | Dallara-Honda | Newman/Haas/Lanigan Racing          | 36    | accident             |

Un (R) indique que le pilote était éligible au trophée du Rookie of the Year (meilleur débutant de l'année), attribué à Ryan Hunter-Reay.